# Phim kinh dị Hoa ngữ
Phim kinh dị Hoa ngữ (tiếng Anh: Chinese horror, viết tắt: C-horror) ý chỉ các bộ phim điện ảnh Trung Quốc, Hồng Kông và Đài Loan như một phần của dòng phim kinh dị châu Á. Giống như các bộ phim kinh dị Hàn Quốc và Nhật Bản cũng như các nước châu Á khác thì nhiều bộ phim thuộc thể loại này tập trung vào hình tượng ma quỷ (trong đó mô hình yūrei vô cùng phổ biến), thế giới siêu nhiên và những nỗi đau khổ dằn vặt. Có lẽ một trong những bộ phim kinh dị xuất sắc nhất khối Hoa ngữ là Kiến Quỷ của hai anh em đạo diễn họ Bành vốn sau đó đã được điện ảnh Mỹ làm lại.
Ngoài ra cũng có một số yếu tố hài hước trong phim ví dụ như: Bio Zombie, loạt phim Âm Dương Lộ, The Vampire Who Admires Me và My Left Eye Sees Ghosts.

## Phim cương thi
Phim cương thi xoay quanh chủ đề về cương thi hoặc thây ma (xác sống). Đây là một nhánh nhỏ của dòng phim kinh dị Hoa ngữ, là dòng phim đinh hay dòng phim chủ lực của nền điện ảnh Hồng Kông. Phim cương thi pha trộn thể loại kinh dị với các yếu tố hài hước.